# Diplodus prayensis
Diplodus prayensis är en fiskart som beskrevs av Cadenat, 1964. Diplodus prayensis ingår i släktet Diplodus och familjen havsrudefiskar. Inga underarter finns listade i Catalogue of Life.